# ساری‌قمیش (بهار)
ساری قمیش (بهار)، روستایی از توابع بخش لالجین شهرستان بهار در استان همدان ایران است.

## جمعیت
این روستا در دهستان سفالگران قرار دارد و براساس سرشماری مرکز آمار ایران در سال ۱۳۹۵، جمعیت آن ۱۰۸ نفر (۳۵خانوار) بوده‌است.